# 密度汎関数理論
密度汎関数理論（英: density functional theory、略称: DFT）は、原子、分子、あるいは物質全体の電子の状態を計算し、その性質を調べるための量子力学に基づく強力な手法である。
この理論を用いると、複雑な多体電子系の性質を、電子の空間的な分布（電子密度）という、比較的シンプルな情報から計算できる。

## DFTの基本的な考え方
この理論の核となるのは、「電子系のすべての物理量は、その電子密度の汎関数として表現できる」というホーヘンベルク・コーンの定理である。
ここで言う「汎関数」とは、関数（この場合は電子密度）を入力として受け取り、一つの数値（例えばエネルギー）を出力する、「関数の関数」のことである。これにより、膨大な数の電子がそれぞれどのように振る舞うかを個別に追う代わりに、電子が全体として空間にどう分布しているか（電子密度）に注目することで、計算を大幅に簡略化できる。

## 広範な応用と歴史的背景
DFTは、凝集系物理学（固体や液体など）、計算物理学、そして計算化学といった分野で、最も広く利用され、非常に汎用性の高い計算手法の一つである。
特に1970年代以降、DFTは固体物理学の分野で急速に普及した。その大きな理由として、多くの固体における計算結果が実験と非常によく一致したことに加え、従来の多体波動関数を用いる手法（例えばハートリー・フォック法など）に比べて、計算コストが格段に低いという利点があった。
一方、1990年代までは、DFTは量子化学における分子計算には十分な精度がないと考えられていた。しかし、その後に交換・相関相互作用を記述する近似手法が飛躍的に改善されたことで、現在では化学と固体物理学の両分野を牽引する重要な手法となっている。

## 課題と今後の研究
DFTは目覚ましい進歩を遂げたが、依然としていくつかの課題も抱えている。例えば、分子間の相互作用（特にファンデルワールス力）、電荷移動励起、遷移状態、半導体のバンドギャップの正確な計算、そして強い電子相関を持つ系の記述などは、現在のDFTが苦手とする領域である。
特に、分子間の弱い引力である分散力（ファンデルワールス力の一種）の取り扱いが不完全であるため、分散力が支配的な系（例えば、貴ガス原子間の相互作用）や、他の力と分散力が競合する系（例えば生体分子）の計算精度に影響を与えることがある。これらの課題を克服するために、より優れた汎関数を開発したり、既存の汎関数に補正項を取り入れたりする研究が、現在も活発に進められている。

## 概説
密度汎関数理論はその概念の根源をトーマス–フェルミ模型に持つものの、DFTは2つのホーエンベルク–コーンの定理（H–K）によって強固な理論的基盤の上に置かれた。最初のH–K定理は、磁場がない場合の非縮退基底状態についてのみ成り立っていたが、以後これらを包含するために一般化されてきた。
H–Kの第1定理は、多電子系の基底状態の性質が3つの空間座標だけに依存する電子密度によって一意に決定されることを論証する。これは、電子密度の汎関数に使用することによって、3つの空間座標について3N個の空間座標を持つN個の電子の多体問題を軽減するための土台を築く。この定理は、時間依存密度汎関数法（TDDFT）を開発するための時間依存定義域へ拡張することができる。TDDFTは励起状態を記述するために使うことができる。
H–Kの第2定理は、系についてのエネルギー汎関数を定義し、正しい基底状態電子密度がこのエネルギー汎関数を最小化することを示す。
コーン–シャムDFT（KS DFT）の枠組みの中では、静的外部ポテンシャル中で相互作用のある電子の扱いにくい多体問題が、有効ポテンシャル中を移動する相互作用のない電子の扱いやすい問題に軽減される。有効ポテンシャルは外部ポテンシャルと電子間のクーロン相互作用（例えば、交換相互作用や相関相互作用）の効果を含む。後者の2つの相互作用のモデル化がKS DFT内での難しさとなる。最も単純な近似は局所密度近似（LDA）であり、これは一様な電子ガスについての厳密な交換エネルギーに基づいている。このエネルギーはトーマス–フェルミ模型や、一様な電子ガスについての相関エネルギーへの当て嵌めから得ることができる。相互作用のない系は解くのが比較的簡単であり、波動関数はオービタルのスレイター行列式として表わすことができ。そのうえ、こういった系の運動エネルギー汎関数は厳密に分かる。全エネルギー汎関数の交換-相関部分は依然として不明であり、近似しなければならない。
KS DFTよりも知られていないが、ほぼ間違いなく最初のH-K定理の精神により密接に関係している別の手法が、オービタルフリー密度汎関数理論（OFDFT）である。OFDFTでは、近似汎関数が相互作用のない系の運動エネルギーについても使われる。

## ホーヘンベルク・コーンの定理
電子密度を用いた物理量の計算が原理的に可能であることは1964年にヴァルター・コーンとピエール・ホーエンバーグによって示された。
ある外部ポテンシャルのもとにあるN個の電子系を考える（例えば分子の原子核の配置が決まれば、それらの原子核が電子に及ぼす静電ポテンシャルは決まる）。いま、この系の基底状態の電子密度ρだけがわかっているとする。ホーヘンベルク・コーンの第1定理によれば、ある系の基底状態の電子密度ρが決まると、それを基底状態にもつ外部ポテンシャルがもし存在すれば（v-表示可能性の仮定）それはただ1通りに定まる。また電子数Nも電子密度を全空間に渡って積分することで求めることができる。その外部ポテンシャルと電子数から導かれるハミルトニアンHのシュレーディンガー方程式を解けば、その外部ポテンシャルのもとで許される電子系の波動関数Ψがわかるので、あらゆる物理量をそこから求めることができる。つまり、基底状態の電子密度から、系の（励起状態に関わる量も含めて）あらゆる物理量は原理的には計算できることになる。物理量を電子密度から計算する方法を密度汎関数法というが、この定理はそれを正当化するものである。3次元空間内のN電子系の波動関数は各電子について3個、合計3N個の座標変数に依存する関数となる。一方、電子密度は電子が何個になろうとも3個の座標変数に依存するだけであり、取り扱い易さに雲泥の差がある。
また、ホーヘンベルク・コーンの第2定理によれば、外部ポテンシャルをパラメータにもつ電子密度の汎関数{\displaystyle E_{\rm {HK}}}（ホーヘンベルク・コーンのエネルギー汎関数）が存在して、この汎関数は与えられた外部ポテンシャルのもとでの基底状態の電子密度{\displaystyle \rho _{0}}で最小値を持ち、基底状態のエネルギーを与える。つまり{\displaystyle E_{\rm {HK}}}の定義域の{\displaystyle \rho }に対して
{\displaystyle E_{\rm {HK}}[\rho ]\geq E_{\rm {HK}}[\rho _{0}]}
がなりたつ。よって電子密度関数を変化させて最小のエネルギーを与える電子密度を探索すれば基底状態の電子密度を求めることができる。
ただし、ホーヘンベルク・コーンの第1定理の仮定である密度のv-表示可能性の必要十分条件は知られていない。レヴィの制限付き探索法はHK定理を単純化し、このv-表示可能性問題を解決した。そのため、現在ではHK定理はレヴィの探索と比較してあまり重要な意味を持たない。

## コーン・シャム理論
1965年にヴァルター・コーンとリュウ・シャムによりホーヘンベルク・コーンの定理に基づいた実際の計算手法が示され応用が可能となった（コーン-シャム方程式）。
コーン・シャム理論は実際の系とは別に
{\displaystyle \left(-{\frac {\hbar ^{2}}{2m}}\nabla ^{2}+V_{\rm {eff}}\right)\psi _{i}=\epsilon _{i}\psi _{i}}
で表される補助系を考え、この系の基底状態の電子密度が実際の系の基底状態の電子密度に一致するような{\displaystyle V_{\rm {eff}}}を導くものである。
コーン・シャム理論ではホーヘンベルク・コーンのエネルギー汎関数は次のような形に書き換えられる。
{\displaystyle E_{\mathrm {KS} }=-{\frac {\hbar ^{2}}{2m}}\int \mathrm {d} {\boldsymbol {r}}~\psi _{i}^{*}({\boldsymbol {r}})\nabla ^{2}\psi _{i}({\boldsymbol {r}})+{\frac {e^{2}}{4\pi \epsilon _{0}}}\iint \mathrm {d} {\boldsymbol {r}}\mathrm {d} {\boldsymbol {r}}'~{\frac {n({\boldsymbol {r}})n({\boldsymbol {r}}')}{|{\boldsymbol {r}}-{\boldsymbol {r}}'|}}+\int \mathrm {d} {\boldsymbol {r}}~V_{\mathrm {ext} }({\boldsymbol {r}})n({\boldsymbol {r}})+E_{\mathrm {xc} }}
ただし、{\displaystyle n}は補助系の基底状態密度、{\displaystyle V_{\rm {ext}}({\boldsymbol {r}})}は実際の系の外部ポテンシャルであり、ホーヘンベルク・コーンのエネルギー汎関数との違いを吸収できるように交換-相関エネルギー汎関数{\displaystyle E_{\mathrm {xc} }}は定義される。この式をホーヘンベルク・コーンの第2定理に従って変分することで、
{\displaystyle V_{\mathrm {eff} }({\boldsymbol {r}})=V_{\mathrm {ext} }({\boldsymbol {r}})+{\frac {e}{4\pi \epsilon _{0}}}\int \mathrm {d} {\boldsymbol {r}}'~{\frac {n({\boldsymbol {r}}')}{|{\boldsymbol {r}}-{\boldsymbol {r}}'|}}+{\frac {\delta E_{\mathrm {xc} }}{\delta n({\boldsymbol {r}})}}}
を得る。したがって、実際の計算に用いるためには{\displaystyle E_{\rm {xc}}}の具体的な式が必要となる。局所密度近似 (LDA) は各点の{\displaystyle E_{\rm {xc}}}の密度を一様電子気体のもので置き換えることで、具体的な表式を得る。すなわち、{\displaystyle \epsilon (n)}を別の方法で求めた一様電子気体の交換相関エネルギーとしたとき、
{\displaystyle E_{\mathrm {xc} }=\int \mathrm {d} {\boldsymbol {r}}~\epsilon (n({\boldsymbol {r}}))n({\boldsymbol {r}})}
となる。これらに従えば、基底状態の電子密度は相互作用のない補助系を自己無撞着に解くことで得ることができる。
交換-相関エネルギー汎関数{\displaystyle E_{\rm {xc}}}が存在することはレヴィの制限付き探索法によって証明されている。

## 交換-相関汎関数
DFTの大きな問題は、自由電子ガスに対するものを除いて、交換および相関に対する正確な汎関数が知られていないことである。しかしながら、特定の物理量をかなり正確に計算することができる近似が存在する。最も単純な近似の1つが局所密度近似（LDA）であり、汎関数は座標中の各点での電子密度にのみ依存する。
{\displaystyle E_{\text{XC}}^{\text{LDA}}[n]=\int \varepsilon _{\text{XC}}(n)n(\mathbf {r} )\,\mathrm {d} ^{3}\mathbf {r} }
局所スピン密度近似（LSDA）は電子スピンを含めるようにしたLDAの単純明快な一般化である。
{\displaystyle E_{\text{XC}}^{\text{LSDA}}[n_{\uparrow },n_{\downarrow }]=\int \varepsilon _{\text{XC}}(n_{\uparrow },n_{\downarrow })n(\mathbf {r} )\,\mathrm {d} ^{3}\mathbf {r} }
LDAにおいて、交換–相関エネルギーは典型的に交換部分と相関部分に分割される。
εXC = εX + εC
交換部分はディラック（またはスレイター）交換と呼ばれ、εX ∝ n1/3という形を取る。しかしながら、相関部分については多くの数学的形式が存在する。相関エネルギー密度εC(n↑, n↓) に対する精度の高い式はジェリウムの量子モンテカルロシミュレーションから構築されてきた。単純な第一原理相関汎関数も最近提唱されている。
LDAは密度がどこでも同じであることを仮定する。このため、LDAは交換エネルギーを過小評価し、相関エネルギーを過大評価する傾向を有する。交換および相関部分による誤差はある程度互いに相殺し合う傾向がある。この傾向を補正するため、真の電子密度の不均質性を考慮に入れるために密度の勾配の観点から拡張するのが一般的である。これによって、ある座標から離れた密度の変化に基づいた補正が可能となる。これらの拡張は一般化勾配近似（GGA）と呼ばれ、以下の形式を持つ。
{\displaystyle E_{\text{XC}}^{\text{GGA}}[n_{\uparrow },n_{\downarrow }]=\int \varepsilon _{\text{XC}}(n_{\uparrow },n_{\downarrow },\nabla n_{\uparrow },\nabla n_{\downarrow })n(\mathbf {r} )\,\mathrm {d} ^{3}\mathbf {r} }
後者（GGA）を使って、分子の幾何構造と基底状態エネルギーに対する非常に良い結果が得られている。
GGA汎関数よりも潜在的により正確なのがGGA後の自然な発展であるメタGGA（meta-GGA）汎関数である。その原形式のメタGGA DFT汎関数は電子密度の二次導関数（ラプラシアン）を含むが、GGAは交換-相関汎関数において密度とその一次導関数のみを含む。
この種の汎関数には、例えば、TPSSやミネソタ汎関数がある。これらの汎関数は展開にさらに項を含み、電子密度、密度の勾配、および密度のラプラシアン（二次導関数）に依存する。
エネルギーの交換部分を表わす困難さはハートリー＝フォック理論から計算される正確な交換エネルギーの成分を含めることによって軽減することができる。この種の汎関数は混成汎関数として知られている。

## スピン密度汎関数理論
ホーヘンベルグ・コーンの定理を拡張して、スピン密度汎関数理論を得ることができる。
いまスピンの量子化軸をz方向にとり、その方向に外部磁場{\displaystyle H({\boldsymbol {r}})}がかけられているとする。ハミルトニアンにゼーマン項を導入すると元来のホーヘンベルグ・コーンの第一定理と同様の議論で、外部ポテンシャルおよび外部磁場は基底状態の電子スピン密度{\displaystyle n_{\uparrow }({\boldsymbol {r}}),n_{\downarrow }({\boldsymbol {r}})}の汎関数であることが示される。また同第二定理で示されているようなホーヘンベルグ・コーンのエネルギースピン密度汎関数{\displaystyle E_{\mathrm {HK} }[n_{\uparrow },n_{\downarrow }]}も構成することができる。
スピン密度汎関数理論におけるコーン・シャム理論の構成も容易である。この枠組みで、LDAに対応する交換相関エネルギーに対する近似は特に局所スピン密度近似 (Local Spin Density Approximation, LSDA) と呼ばれることもある。
しばしばスピン密度汎関数理論は密度汎関数理論と特に区別されずに呼ばれ、LSDAも単にLDAと呼ばれることが多い。

## 適用

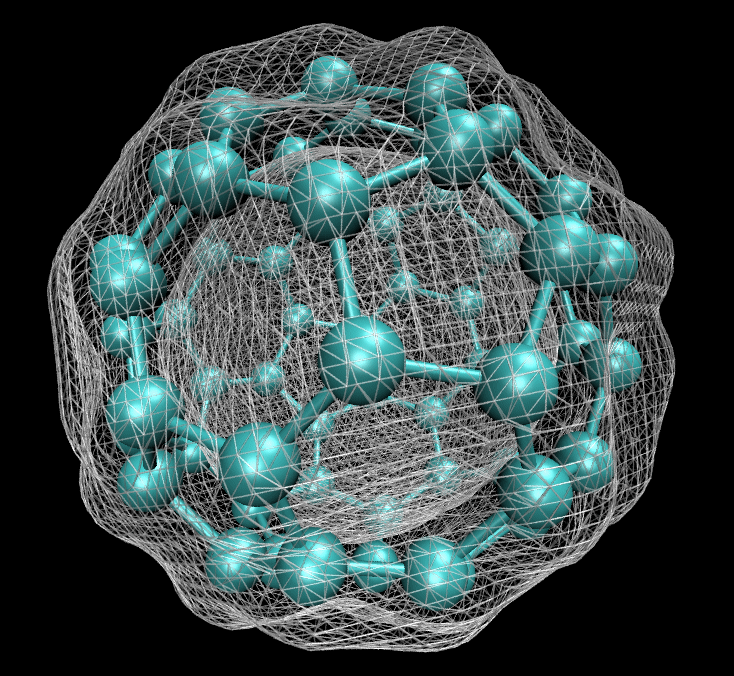
密度汎関数理論に基づいて計算されたC_{60} の基底状態電子密度の等値面

実際にはコーン・シャム理論は調べる系に応じていくつかの異なった方法で用いられている。固体の計算では局所密度近似は平面波基底などを用いた手法で未だに使われている。これは電子気体からのアプローチが無限の大きさの固体に広がる非局在電子には適切であるためだと考えられる。しかし分子の計算ではより複雑な手法が必要となり、数多の交換-相関エネルギー汎関数が考えだされてきた。そのうちのいくつかは一様電子気体近似と相反するが、電子密度が一様となる極限ではLDAに帰着しなくてはならない。物理学者のあいだで、おそらくもっとも用いられている汎関数は修正の加えられたPerdew-Burke-Ernzerhofの汎関数であろう。これは自由電子気体のエネルギーを一般化勾配を用いてパラメータ化したもので、自由に決められるパラメーターを持たない。しかし、この方法は気体相の分子では熱量的に正確さを欠く。化学の分野でよく用いられるのはBLYP（Beckeの交換エネルギー表式とLee、Yang、Parrらの相関エネルギー表式を用いていることに由来する）である。B3LYPはさらによく使われるハイブリッド汎関数とよばれる種類の汎関数である。ハイブリッド汎関数では交換エネルギーの汎関数（B3LYPの場合はBeckeの交換汎関数を用いる）はハートリー・フォック理論の交換項と組み合わせられるが、B3LYPの場合3つのパラメーターによって交換相関汎関数が混合される。調整できるパラメーターは一般的にはいくつかの「練習用」の分子にフィッティングすることで決められる。このような汎関数を用いて得られた結果は大抵の場合十分に正確であるのだが、精度を改良するような系統的な手法は存在しない（このことは波動関数を用いた配置間相互作用や連結クラスター法といった伝統的な手法とは好対照である）。したがって、現在の密度汎関数理論のアプローチでは他の手法や実験の結果と比べないと計算の誤差を見積もることができない。

## 磁場の効果を取り入れるための一般化
これまで述べてきた理論はベクトルポテンシャル（すなわち磁場）が存在する場合にはそのまま用いることができず、状況に応じていくらかの破綻を生じることになる。そのような場合には基底状態の電子密度と波動関数の対応は失われる。磁場の効果を取り入れるための一般化の方法として電流密度汎関数理論 (CDFT) と磁場密度汎関数理論 (BDFT) の2つがあげられる。どちらの理論も交換-相関エネルギー汎関数を一般化して電荷密度以外の効果も取り入れる必要がある。VignaleとRasoltによって確立された電流密度汎関数理論では、汎関数は電荷密度と常磁性電流密度の両方に依存し、Salsbury, Grayce, Harrisらによって確立された磁場密度汎関数理論 (BDFT) では汎関数は電荷密度と磁場に依存し、磁場の形状に依存することもありえる。どちらの理論においてもLDAに相当する近似を超えるような手法が容易に実装できないという問題を抱えている。